# Afzalgarh
Afzalgarh é uma cidade e um município no distrito de Bijnor, no estado indiano de Uttar Pradesh.

## Geografia
Afzalgarh está localizada a 29° 24′ N, 78° 41′ L. Tem uma altitude média de 212 metros (695 pés).

## Demografia
Segundo o censo de 2001, Afzalgarh tinha uma população de 24,954 habitantes. Os indivíduos do sexo masculino constituem 53% da população e os do sexo feminino 47%. Afzalgarh tem uma taxa de literacia de 49%, inferior à média nacional de 59.5%; com 59% para o sexo masculino e 41% para o sexo feminino. 17% da população está abaixo dos 6 anos de idade.